# Верзиера

Верзиера

Верзие́ра (иногда ло́кон Анье́зи) (англ. witch of Agnesi — ведьма Аньези; англ. versiera — ведьма с итальянского) — плоская кривая, геометрическое место точек {\displaystyle M}, для которых выполняется соотношение {\displaystyle \textstyle {\frac {BM}{BC}}={\frac {OA}{OB}}}, где {\displaystyle OA} — диаметр окружности, {\displaystyle BC} — полухорда этой окружности, перпендикулярная {\displaystyle OA}. Своё название верзиера Аньези получила в честь итальянского математика Марии Гаэтаны Аньези, исследовавшей эту кривую.
Устаревший термин верзье́ра Анье́зи.
Обобщения верзиеры:
- аньезиана — прямая {\displaystyle AL} занимает произвольное положение, перпендикулярное {\displaystyle OA}[13][14];
- агвинея Ньютона — не только прямая {\displaystyle AL}, но и полюс {\displaystyle O} занимает произвольное положение на {\displaystyle OA}[8][15].

## История
Пьер Ферма в 1630 году нашёл площадь области между кривой и её асимптотой. В 1703 году Гвидо Гранди, независимо от Ферма, описал построение этой кривой, а в работе 1718 года назвал её верзиерой (итал. Versiera, от лат. Versoria), так как в его конструкции использовалась функция синус-верзус.
В 1748 году Мария Аньези опубликовала известный обобщающий труд Instituzioni analitiche ad uso della gioventù italiana, в котором кривая, как и в работе Гранди, именовалась верзиерой. По совпадению, итальянское слово Versiera/Aversiera, производное от латинского Adversarius, имело также значение «ведьма» (англ. witch). Возможно, по этой причине кембриджский профессор Джон Колсон, переводивший труд Аньези на английский, неправильно перевёл это слово, в результате чего в литературе на английском языке кривая часто именуется the witch of Agnesi.

## Синонимы
В источниках встречаются следующие синонимы верзиеры.
- Наиболее известный синоним — локон Аньези (англ. Agnesi curl)[1][2][6][7][8][9][10][11][16]. Это курьезное название, возможно, исторически не обосновано[16].
- Естественное название по классификации кривой — кубика Аньези (англ. cubic of Agnesi)[2].
- Естественное название по форме кривой — колоколообразная кривая Коши (англ. bell curve of Cauchy)[2].
- Устаревшие названия:

- верзьера Аньези;
- аньезера ;
- версьера .

## Уравнения
{\displaystyle O=(0,\,0),\,}
{\displaystyle A=(0,\,a).}
- В прямоугольной системе координат[2][20]:

{\displaystyle y={\frac {a^{3}}{a^{2}+x^{2}}}.}
Координаты точки {\displaystyle M}, лежащей на верзиере — это {\displaystyle x=BM,\,} {\displaystyle y=OB.\,} Далее, {\displaystyle OA=a} и по определению строим пропорцию
{\displaystyle {\frac {x}{BC}}={\frac {a}{y}}.}
Отсюда
{\displaystyle BC={\frac {xy}{a}}.}
С другой стороны, {\displaystyle BC} может быть найден из уравнения окружности
{\displaystyle \left(y-{\frac {a}{2}}\right)^{2}+x^{2}={\frac {a^{2}}{4}}.}
Нам известен {\displaystyle y=OB}, значит, выражаем {\displaystyle x^{2}:}
{\displaystyle x^{2}={\frac {a^{2}}{4}}-\left(y-{\frac {a}{2}}\right)^{2}.}
Приравниваем оба выражения для {\displaystyle BC:}
{\displaystyle {\frac {x^{2}y^{2}}{a^{2}}}={\frac {a^{2}}{4}}-\left(y-{\frac {a}{2}}\right)^{2}.}
Возводим в квадрат, переносим и выносим {\displaystyle y^{2}} за скобки:
{\displaystyle \left({\frac {x^{2}}{a^{2}}}+1\right)y^{2}=ay.}
Выражаем y (y = 0 не подходит по определению):
{\displaystyle y={\frac {a^{3}}{a^{2}+x^{2}}}.}
Если {\displaystyle a} — это не диаметр,  а радиус окружности, то уравнение такое:
{\displaystyle y={\frac {8a^{3}}{4a^{2}+x^{2}}}.}
- Параметрическое уравнение[2][21]:

{\displaystyle {\begin{cases}x=a\,\operatorname {tg} \,\varphi ,\\y=a\cos ^{2}\varphi \end{cases}},}
где {\displaystyle \varphi } — угол между {\displaystyle OA} и {\displaystyle OC,\,} {\displaystyle -{\frac {\pi }{2}}\leqslant \varphi \leqslant {\frac {\pi }{2}}.}
Координаты точки {\displaystyle M} однозначно определяются углом {\displaystyle \varphi } между {\displaystyle OB} и {\displaystyle OC}. Если {\displaystyle OB=y}, а {\displaystyle BM=x}, то по определению верзиеры можно составить пропорцию
{\displaystyle {\frac {OA}{y}}={\frac {x}{BC}}.}
{\displaystyle OA} по предположению равен {\displaystyle a}. Из треугольника {\displaystyle OBC}: {\displaystyle BC=y\,\operatorname {tg} \,\varphi }, значит,
{\displaystyle {\frac {a}{y}}={\frac {x}{y\,\operatorname {tg} \,\varphi }},}
отсюда {\displaystyle x=a\,\operatorname {tg} \,\varphi }. Эту формулу подставляем в уравнение кривой:
{\displaystyle y={\frac {a^{3}}{a^{2}+a^{2}\,\operatorname {tg} ^{2}\,\varphi }}.}
{\displaystyle y={\frac {a}{1+\,\operatorname {tg} ^{2}\,\varphi }}.}
Используя тождество, получаем
{\displaystyle y=a\cos ^{2}\varphi .}
- В полярной системе уравнение верзиеры достаточно сложное, чтобы найти его, необходимо решить кубическое уравнение[22]:

{\displaystyle \rho \sin {\varphi }={\frac {a^{3}}{a^{2}+\rho ^{2}\cos ^{2}\varphi }},}
{\displaystyle \rho ^{3}(\cos ^{2}\varphi \sin \varphi )+\rho (a^{2}\sin \varphi )-a^{3}=0.}
Однако полученная формула будет слишком сложной и громоздкой, чтобы иметь какое-либо практическое значение.

## Свойства
Свойства верзиеры:
- верзиера — кривая третьего порядка;
- диаметр {\displaystyle OA} — единственная ось симметрии кривой;
- кривая имеет один максимум {\displaystyle A(0;a)} и две точки перегиба {\displaystyle P_{1,2}\left(\pm {\frac {a}{\sqrt {3}}},\,{\frac {3a}{4}}\right);}
- в окрестности вершины {\displaystyle A} верзиера приближается к окружности диаметра {\displaystyle OA}. В точке {\displaystyle A} происходит касание, и кривая совпадает с окружностью. Это показывает величина радиуса кривизны в точке {\displaystyle A}: {\displaystyle R_{A}={\frac {a}{2}};}
- площадь под графиком {\displaystyle S=\pi a^{2}}. Она вычисляется интегрированием уравнения по всему {\displaystyle \mathbb {R} ;}
- объём тела вращения верзиеры вокруг своей асимптоты (оси {\displaystyle OX}) {\displaystyle V={\frac {\pi ^{2}a^{3}}{2}}.}

## Построение

Построение верзиеры

Строится окружность диаметра {\displaystyle a} и касательная к ней. На касательной выбирается система отсчёта с началом в точке касания. Строится произвольная прямая через выбранную точку касательной, которая пересекается с окружностью и касательной прямой в точке окружности, противоположной началу координат. Через точку пересечения произвольной прямой с окружностью строится прямая, параллельная касательным. Точка верзиеры лежит на пересечении этой прямой и перпендикуляра, опущенного из точки пересечения произвольной прямой к касательной в точке, противоположной началу координат (см. рисунок справа).

## Интересные факты
- Трамплин-рампа российского авианосца Адмирал флота Советского Союза Кузнецов образован верзиерой Аньези. Когда самолет сходит с рампы, он находится в идеальном угле атаки при скорости 180—200 км/ч (для Су-27). Теоретически, с рампы-трамплина может взлететь самолет любой взлетной массы.[23]